# Родина Морозіні

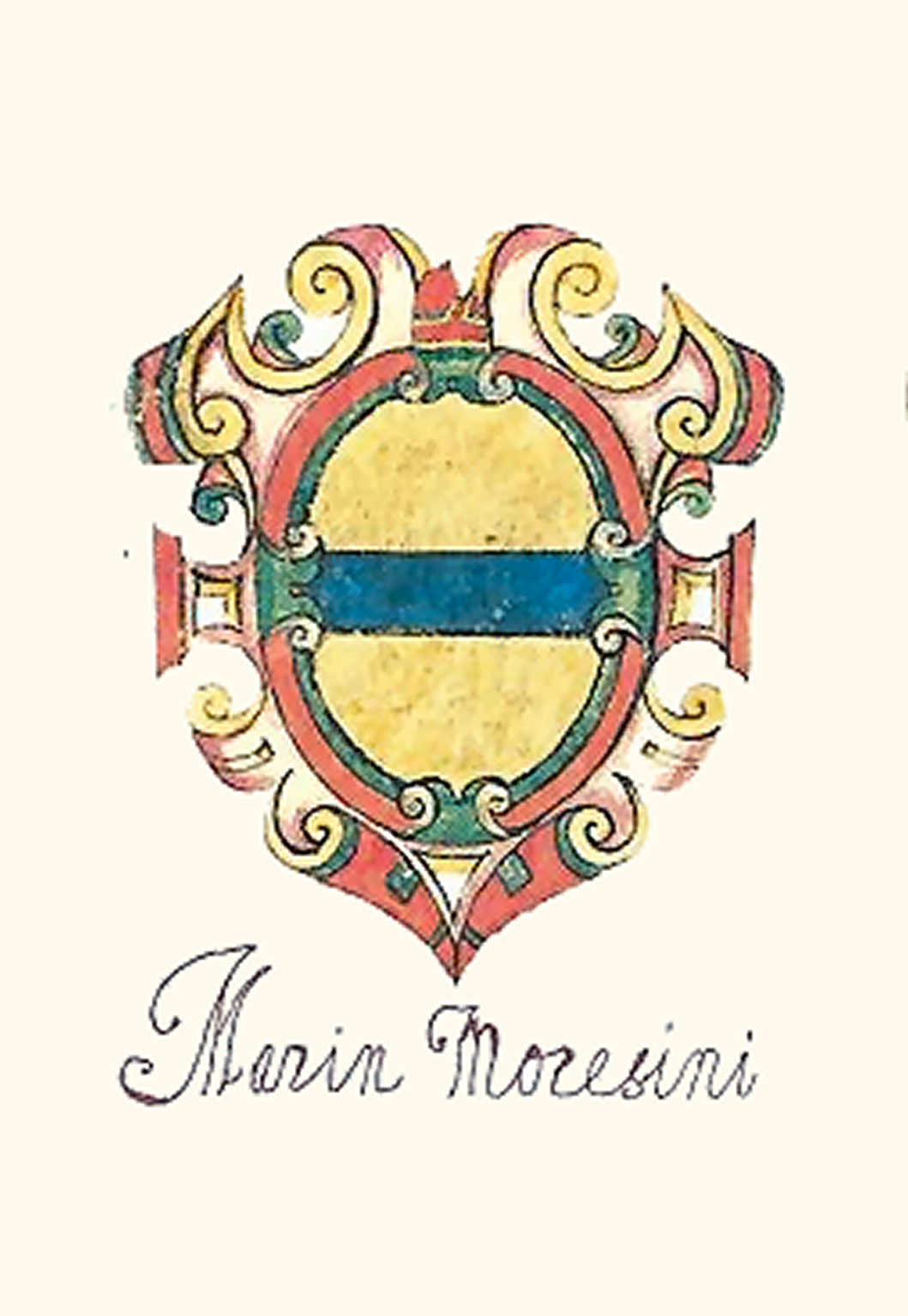
Герб Маріно Морозіні

Морозіні (італ. Morosini) — венеційська знатна родина, з патриціату. Початок їх політичного впливу прослідковується у Х столітті, коли вони очолівали «провізантійську» партію і боролись з «пронімецьку» родиною Калорпіні. Наслідком цієї боротьби стала серія політичних вбивств здійснених представниками обох родин у правління Трибуно Меммо. Ріст впливу Морозіні протягом середньовіччя сприяв обранню трьох їхніх представників на посаду дожа у XII - XIV століттях і одного у XVII столітті. Морозіні мали родинні зв'язки з більшістю найзначніших родин республіки, а Катаріна Томазіна Морозіні була матір'ю угорського короля Андрія ІІІ.

## Відомі представники
Перший з дожів Морозіні — Доменіко відзначився намаганням примирити різні партії у венеційському суспільстві. У зовнішньому напрямку його політика була направлена на підсилення ролі республіки в Адріатиці, внаслідок чого графом-жупаном Задару став його син Доменіко Морозіні, а задарська церква була підпорядкована патрархові Ґрадо. Серед питань, що потребували уваги також була боротьба з піратами, пов'язаними з норманами. Задля їх замирення була вислана експедиція на чолі з іншим дожевим сином Морозіно Морозіні.
Родич дожа, Маріо Морозіні був першим венеційським подеста Рагузи (1196–1198). Томазо Морозіні, за згодою між франками і венеційцями був обраний першим латинським патріархом Константинополя у 1204. Наступний дож з Морозіні, Маріно Морозіні (1249–1253), починав свою кар'єру на дипломатичній службі і перед самим обранням був посалнцем на Першому Ліонському соборі та проводив переговори з імператором Фрідріхом II. Його недовге правління було відзначене зовнішнім і внутрішнім миром. Мікеле Морозіні, що заробив багатство спекуляціями з нерухомістю під час Війни Кьоджі, правив лише кілька місяців у 1302.
У настурні століття родина Морозіні продовжувала відігравати провідну роль в політичному житті Венеції, користуючись своїми родинними зв'язками і багатством. Вона розділяється на декілька гілок. У цей час її визначними представниками були Антоніо Морозіні, автор хроніки, Паоло та Доменіко Морозіні — гуманісти XV століття і Андреа Морозіні, що написав продовження анналів Парути за дорученням венеційського сенату у другій половині XVI століття. Морозіні можна зустріти серед вищих посадовців володінь Венеції в Адріатиці, таких, як Пула і серед вищих церковних діячів самого міста — наприклад, венеційський патріарх 1644 - 1678 Джанфранческо Морозіні.
Багатство Морозіні призвело до того, що вони володіли значною нерухомістю на материкових володіннях Венеції. У першу чергу це великі віли, побудовані або на замовлення членів родини, або ж куплені ними: вілла Морозіні-Лукескі-Вальфорте, вілла Морозіні-Капелло, вілла Вальмарана-Морозіні, вілла Вольпі. У самій Венеції їм належала велика кількість палаццо: палаццо Морозіні Брандолін, палаццо Морозіні-дель-Пестрін, палаццо Да Мула-Морозіні, палаццо Морозіні-а-Сан-Джованні-Нуово, палаццо Морозіні-а-Санті-Джованні-е-Паоло, палаццо Морозіні-далла-Збарра, палаццо Чентані-Морозіні, інші. В головному місці Криту Іракліоні знаходиться фонтан Морозіні, збудований одним з дожів Кандії.